# Partido Solidaridad Democrática de Al-Ahwaz
El Partido Solidaridad Democrática de Al-Ahwaz (Democratic Solidarity Party of Ahwaz, DSPA) es el representante de los iraníes de etnia árabe o ahwazíes de la región de Ahvaz, también conocida como Arabistán o Juzestán en español, en la Organización de Naciones y Pueblos No Representados (UNPO). Su objetivo es defender los derechos de los ahwazíes, una de las principales minorías étnicas de Irán. 
Juzestán se halla al sudoeste de Irán, entre la frontera de Irak y el Golfo Pérsico, limitada por las montañas de Lorestán y el Kurdistán por el norte y el este, y la provincia de Bushehr, al sur.
La DSPA fue admitida en la UNPO el 14 de noviembre de 2003. Sus reivindicaciones pasan por reclamar una cierta autonomía dentro de un sistema político federal que respete la integridad de Irán. Para conseguir sus fines han formado coalición con una serie de partidos que representan a los kurdos, a los azeríes, los baluchis, los turcomanos, los bajtiari y los luros, alguno de los cuales tiene conflictos serios con el gobierno iraní.